# 君主航空
君主航空（英語：Monarch Airlines，IATA代码：ZB；ICAO代码：MON，呼号：MONARCH），或譯君王航空，是一家英國航空公司，營運英國來往地中海、加那利亞群島、塞浦路斯、埃及、希臘及土耳其的航班服務。
2017年10月2日，毕马威會計事務所宣佈君主航空申請破產保護，包括旗下子公司，並立即停飛所有航班。

## 歷史
在瑞士曼特加扎家族的財政支持下，君主航空於1967年6月5日成立，當時為Globus Getaway Holdings的子公司。
2014年，投資公司雷布爾資本（Greybull Capital）注資1.25億英鎊拿下君王航空營運權。
2016年10月，受到突尼西亞、土耳其、埃及等熱門航線恐攻頻傳影響，公司營運狀況下滑，年度財報顯示虧損2.91億英鎊。
2017年10月2日，毕马威宣佈君主航空申請破產保護，包括旗下子公司，並立即停飛所有航班。高達11萬7千多名的顧客受到衝擊，有人被迫留置原旅行地，英國運輸部已宣佈在14天內將安排超過30架包機，將滯留海外旅客全數接回。

## 機隊

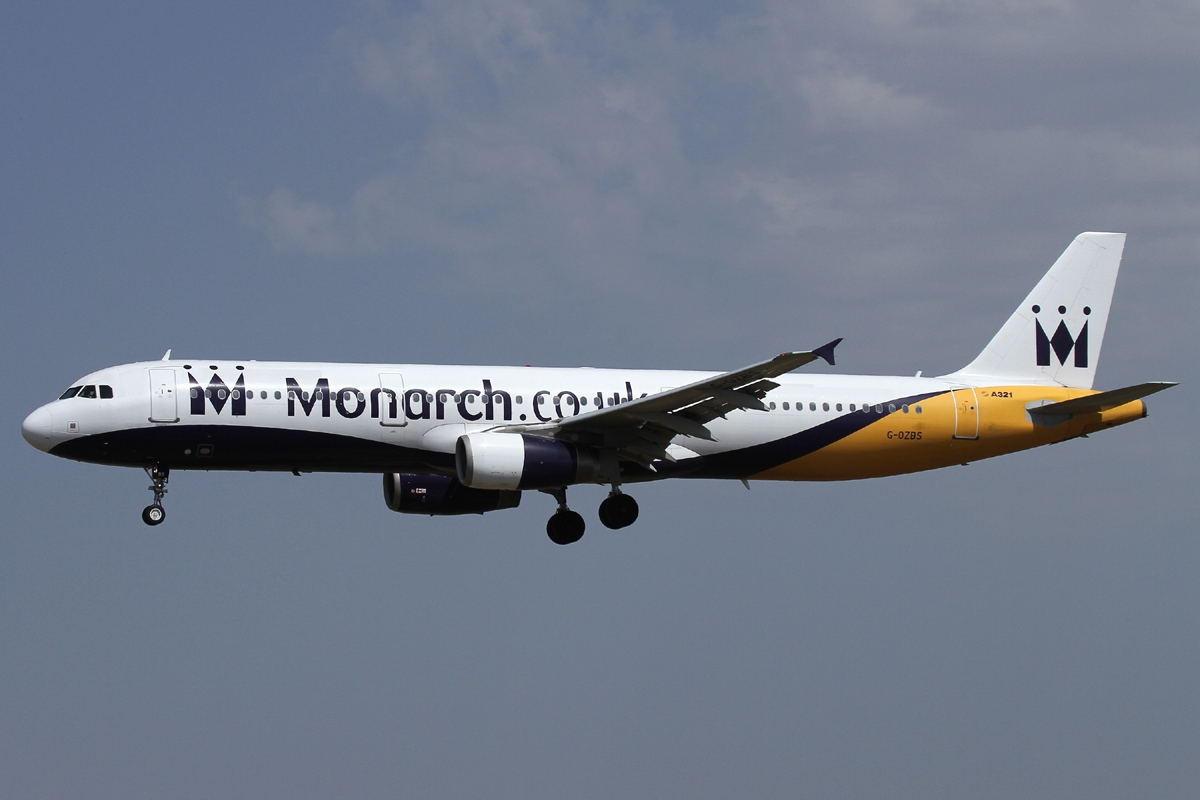
君主航空空中巴士A321-200

在2017年10月中止營運前夕，君主航空擁有以下機隊：
| 機型              | 數量 | 已訂購 | 載客量 | 載客量 | 載客量 | 備註                                        |
| 機型              | 數量 | 已訂購 | E      | Y      | 總數   | 備註                                        |
| ----------------- | ---- | ------ | ------ | ------ | ------ | ------------------------------------------- |
| 空中巴士 A320-200 | 9    | —      | —      | 174    | 174    |                                             |
| 空中巴士 A321-200 | 25   | —      | —      | 214    | 214    |                                             |
| 波音737 MAX 8     | —    | 45     | —      | —      | —      | 原計劃於2018年第二季交付 其中擁有15部選擇權 |
| 總數              | 34   | 45     |        |        |        |                                             |